# Ла-Ріп
Ла-Ріп (фр. La Rippe) — громада  в Швейцарії в кантоні Во, округ Ньйон.

## Географія
Громада розташована на відстані близько 120 км на південний захід від Берна, 45 км на південний захід від Лозанни.
Ла-Ріп має площу 16,6 км², з яких на 3,7% дозволяється будівництво (житлове та будівництво доріг), 35,5% використовуються в сільськогосподарських цілях, 60,3% зайнято лісами, 0,5% не є продуктивними (річки, льодовики або гори).

## Демографія
2019 року в громаді мешкало 1140 осіб (+9,1% порівняно з 2010 роком), іноземців було 26%. Густота населення становила 69 осіб/км².
За віковим діапазоном населення розподілялося таким чином: 25,3% — особи молодші 20 років, 62,1% — особи у віці 20—64 років, 12,6% — особи у віці 65 років та старші. Було 428 помешкань (у середньому 2,7 особи в помешканні).
Із загальної кількості 223 працюючих 31 був зайнятий в первинному секторі, 52 — в обробній промисловості, 140 — в галузі послуг.